# Gardingues
Les gardingues, ou plus rarement gardinges (en latin : gardingi ; en espagnol : (los) gardingos), désignaient dans le royaume wisigoth d'Espagne un groupe de nobles palatins.

## Étymologie
Le terme gardingi (singulier : gardingus), qui apparaît au VIIe siècle dans les actes des conciles de Tolède, pourrait dériver du gotique gards, « maison », suivi du suffixe d'origine germanique -ing, et signifier « compagnon de la maisonnée, garde du corps ».
Selon une autre hypothèse, ce terme dérive du gotique wardja, « garde, gardien », (proto-germanique : *warduz ou *wardaz).

## Fonction
Issus de familles nobles, les gardingues résidaient le plus souvent à la cour tolédane mais sans y occuper d'emplois, et ne venaient, dans la hiérarchie nobiliaire, qu'après les ducs et les comtes.
Pour Herwig Wolfram, les gardingi correspondaient approximativement aux domestici romains.
Pour Claudio Sánchez-Albornoz, les gardingi étaient au roi wisigoth ce que les leudes étaient au roi franc, et formaient une classe préféodale : le roi se serait constitué une clientèle de fidèles (les gardingi) qui, liés par serments et dotés de terres, l'auraient garanti contre l'ambition des grands nobles.
Les gardingues devaient former autour des rois wisigoths de la seconde moitié du VIIe siècle et du début du VIIIe siècle, une sorte de garde personnelle, et devaient être les équivalents des antrustions francs, des gasindi lombards, des thanes anglo-saxons et peut-être aussi des spatharii byzantins.